# Глубинный ужас
«Глубинный ужас» (англ. The Terror from the Depths) — рассказ американского писателя ужасов Фрица Лейбера, относящийся к «Мифам Ктулху». Впервые был опубликован в 1937 году, но завершен только в 1975 году. Вошел в сборник «Ученики Ктулху» (1976) издательства DAW Books.

## Сюжет
Джордж Рейтер Фишер, рассказчик, переезжает со своей семьей в поселение Стервятниковый Насест (англ. Vulture's Roost), Калифорния, недалеко от Голливуда. Позже поселение переименовали в Райский гребень. Его отец, каменщик, строит особняк со странной резьбой из-за чего местный прозвали его Фишерова блажь. В городе распространены секты: Братья розы, теософы, адепты четырехугольного евангелие, последователи церкви христианской науки, братство грааля, спиритуалисты и астрологи.

В 1921 году Фишер строит в подвале дома Врата снов, покрытые странными барельефами. Джорджа в возрасте 12 лет начинают беспокоить странные сны о жутких червеобразные существа — не то черви, не то змеи, при чем, он сам превращается в червя и видел как другие черви поедают его тело. Эти черви испещрили всю землю под домом извилистыми туннелям, в которых пол светится пурпурным светом, а потолок синим. По легендам в древности затонул континент, на котором жили чешуйчатые существа, которые и прокопали эти туннели, что тянутся под Тихим океаном. В другом сне ему виделись такие существа как Ктулху, Йиг, Дагон, шогготы, псы Тиндала, Дхолы. Однажды днем во время прогулки с сыном отец Фишера погибает после того, как под ним буквально развезлась земля. Спасатели не смогли извлечь тело из под завалов и провал замуровали. Через несколько лет Фишер начал учиться в Мискатоникском университете, но был вынужден прервать обучение из-за повышенной нервозности, недомогания и лунатизма. Мать из семьи Рейтер умерла от укуса змеи. Джордж остается один и начинает слышать голоса, шепчущие ему: 
«Руны Нуг-Сота, ключица Ньярлатхотепа, литании Ломара, мирские размышления Пьера-Луи Монтаньи, „Некрономикон“, песни Крома-Йа, общие сведения о Йианге-Ли… ».
«Я грезил о будущих днях, когда отряды шумливых, косматых варваров пройдут по вздувшемуся, изрытому асфальту улиц и на каждое из разрушенных комплексных зданий будут смотреть как на еще одну «хибару»; когда высокогорный Планетарий Гриффит-парка, романтически возведенный из камня, обнесенный высокими стенами и крепкими бастионами, станет крепостью какого-нибудь мелкого диктатора, когда исчезнут и наука, и промышленность и все их машины и инструменты заржавеют, поломаются и все позабудут, как ими пользоваться… и все труды наши поглотит забвение, подобно затонувшей цивилизации Му в Тихом океане, от которой остались лишь фрагменты городов — Нан-Мадол и Рапа-Нуи, или остров Пасхи».
«Полурожденные миры, чужеродные небесные тела, движение в непроглядной тьме, сокрытые формы, темные как ночь пучины, мерцающие вихри, пурпурное марево…».

«Колодец с первичным бульоном, Желтый Знак, Азатот, Magnum Innominandum, переливчатые фиолетово-изумрудные крылья, лазурные и алые клешни, осы Великого Ктулху…»
Джордж обращается за помощью к Альберту Уилмарту. Отдавшись на волю терзающих душу фантазий, Фишер пишет и издает сборник стихов под названием «Хозяин туннелей», два экземпляра которого отсылает в дар альма-матер (маленький университет в Аркхеме, штат Массачусетс). Джордж говорит о произведениях Лавкрафта, как персонажа истории. Несколько недель спустя он получает письмо от Генри Армитажа, которому было известно все из его кошмаров. Вскоре к Фишеру приезжает Алберт Уилмарт, чтобы изучить сканером врата в подвале. Ученый упоминает инопланетян, внеземные артефакты и локации из иных миров. В ходе исследований им удается найти ларец, в котором находилось послание с последней волей отца Джорджа, который писал, чтобы сын перенес сознание во сны. Следом герои получают горестную телеграмму о смерти Лавкрафта. Вечером Уилмартом овладело нечто, от чего тот начал твердеть о Ктулху и в ужасе уехал на машине. 
Ктулху фхтагн, — так говорили они всегда, так говорят сейчас и будут говорить вечно, — паучьи туннели, черные бесконечности, цвета в непроглядной тьме, многоярусные башни Юггота, мерцающие многоножки, крылатые змеи…
На следующий день, 16 марта 1937 года произошло землетрясение, которое разрушило особняк Фишерова Блажь. Среди развалин нашли тело Джорджа, у которого было выедено лицо и мозг.

## Персонажи
- Джордж Рейтер Фишер (англ. George Reuter Fischer) — рассказчик, молодой поэт, учился в Мискатоникском университете, а затем в УКЛА. Родился 30 апреля 1912 года в Луисвилле, Кентукки. Изучал Юнга и семантику.
- Фишер старший (англ. Fischer  Sr.) — каменщик и резчик по камню.
- Аббот Кинни, Саймон Родиа (англ. Abbot Kinney, Simon Rodia) — каменщики.
- Глубинный ужас (англ. The Terror from the Depths) — червеобразные существа, прохождения или «Сны Ктулху».

Черви длиной с человека и толщиной с бедро, цилиндрические и не сужающиеся к концу. По всей их протяженности, точно сороконожкины ножки, крепились бессчетные пары крохотных крыльев, прозрачных, как у мухи: крылья непрестанно вибрировали, издавая незабываемо зловещее низкое жужжание. Глаз у червей не было: головы представляли собою один круглый рот, обрамленный рядами трехгранных зубов вроде акульих. Невзирая на слепоту, они словно бы чувствовали друг друга на небольших расстояниях, и то, как они, резко накренившись, рывком сворачивали в сторону, избегая столкновения.
- Генри Армитедж (англ. Henry Armitage) — библиотекарь в Мискатоникском университете. Любитель быстрой езды на автомобиле. Персонаж появляются в рассказе «Ужас Данвича».
- Алберт Уилмарт (англ. Albert Wilmarth) —  фольклорист в Мискатоникском университете. У него большеротое лицо. Мученик мигрени. Привез с востока магнитооптический геосканер, который распознает неизвестные элементы. Жил в доме 118 по Солтонстолл-стрит.  Персонаж появляются в повести  «Шепчущий во тьме».
- Фриц Лейбер упоминает многих персонажей Лавкрафта: Уорен Райс, Атвуд, Пибоди, Харли Уорен, Ричард Пикман, Роберт Блейк, Уильям Дайер, Генри Уэнтуорт Экли, Уолтер Джилмен, Уилбур Уэйтли.

## Вдохновение
Фриц Лейбер начал писать рассказ в 1937 году, в год смерти Лавкрафта, но завершил его только в 1975 году. Альберт Уилмарт поразительно похож на Лавкрафта, который также фигурирует в этой истории как персонаж.